# Lungeforeningen
Lungeforeningen, oprindeligt Nationalforeningen til Tuberkulosens Bekæmpelse, er en dansk forening, der har til formål at bekæmpe og forebygge lungesygdomme. Foreningens vision er at opdage og behandle lungesygdomme så tidligt som muligt, også igennem støtte af forskning på området. Dertil søger foreningen at give støtte og viden til alle der er ramt af lungesygdom og deres pårørende. Heri indgår ligeledes en udbredelse af kendskabet til lungesygdomme i folkelige såvel som politiske regi.
H.M. Dronning Margrethe er protektor for Lungeforeningen.

## Tuberkulosens Bekæmpelse
Foreningen er grundlagt som Nationalforeningen til Tuberkulosens Bekæmpelse, stiftet 1901, der søgte at organisere bekæmpelsen af tuberkulose. Foreningen finansierede også byggeri af sanatorier, hvoraf der i alt blev opført 23.
Omkring 1900 blev der konstateret 6.000 nye tuberkulosetilfælde om året, hvoraf en tredjedel havde dødelig udgang. Men sygdommen kunne forebygges ved sundere levevis, bedre hygiejne og bedre boligforhold. Det var altså de fattige, der fortrinsvis blev ramt af den dødelige sygdom. Foreningens stiftere forstod, at der måtte sættes ind med sociale initiativer.

På initiativ af korpslæge i Søetaten Holger Rørdam og læge Carl Lorentzen i samarbejde med grosserer Emil Vett stiftedes den 16. januar 1901 Nationalforeningen til Tuberkulosens Bekæmpelse. Sagen fik også politisk sympati, men netop fordi det var en national opgave, måtte den holdes uden for politik, mente venstrepolitikeren J.C. Christensen. Opgaven var simpelthen for stor for statskassen, der kun kunne afse en årlig bevilling på 2.000 kroner i datidens mønt.
Det første sanatorium kunne tages i brug allerede 1902, og siden fulgte yderligere 22. Arkitekten for de fleste af disse anlæg var Bernhard Ingemann. Disse sanatorier blev til dels finansieret via offentlig og privat støtte, hvoraf sidstnævnte blandt andet søgte midler igennem salget af små papirblomster kaldet "høstblomsten" til 10 øre stykket. I dag er denne høstblomst en central del af Lungeforeningens logo; til evigt minde om foreningens oprindelse.
I 1913 producerede foreningen et hvidemaljeret skilt med beskeden "Spyt ikke paa Fortovet" samt en afbildning af Lorrainekorset. Skiltet blev opsat på husmure i større danske byer, hvor der var mest tuberkulose. Man arbejdede her tidligt med opsporingen af tuberkuloseramte, hvorfor Foreningen sendte røntgenbiler rundt i landet, for at tage røntgenbilleder af borgerne.

## Foreningen udvider fokus
Siden udvidede Nationalforeningen sit virkeområde til at omfatte samtlige lungesygdomme og førte navnet "Nationalforeningen til bekæmpelse af Lungesygdomme". Efterhånden som tuberkulosen kom i tilbagegang kunne sanatorier og kysthospitaler frasælges og finansiere foreningens nye aktiviteter.
Som det næstsidste blev Skørping Hospital solgt i 1990. I dag resterer kun Kystsanatoriet ved Hjerting (etableret 1912), der drives for Dansk Sundhedstjeneste for Sydslesvig, dvs. det danske mindretal i Sydslesvig.
2. oktober 1998 besluttede flertallet på et ekstraordinært årsmøde i foreningen en ændring af foreningens vedtægter, herunder en navneændring til "Danmarks Lungeforening, Nationalforeningen til bekæmpelse af Lungesygdomme stiftet 1901".
I 2015 fusionerede Danmarks Lungeforening og LungePatient.dk, hvilket resulterede i de to foreningers fortsættelse i den nuværende Lungeforeningen. I dag udgiver Lungeforeningen magasinet Lungenyt 4 gange årligt til foreningens medlemmer. Her kan man læse om livet med en lungesygdom, hvor der især lægges vægt på patientens fokus. Dertil skrives der om sociale arrangementer for medlemmerne, ny viden inden for lungeområdet samt det seneste nyt fra forskningen.

## Informationsfilm lavet af foreningen
- Kampen mod Tuberkulosen (Mogens Skot-Hansen, DK, 1943)
- 5 minutter nu (Jens Henriksen, DK, 1950)
- Træk vejret (Theodor Christensen, DK, 1958)
- En film om KOL Arkiveret 22. november 2012 hos  Wayback Machine (Danmarks Lungeforening, DK, 2010)
- Sundere lunger

## Bestyrelsesformænd igennem tiden
- 1901-1915 Valdemar Oldenburg
- 1915-1936 Niels Neergaard
- 1936-1953 H.P. Hansen
- 1953-1954 Ingeborg Cathrine Hansen
- 1954-1970 J. Hansen
- 1970-1977 Aa. Eliasen
- 1977-1978 V. Vinter Møller
- 1978-1982 Jørgen Hagemann-Petersen
- 1982-1987 H. Rysgaard
- 1987-2003 Mogens Thiim
- 2003-2016 Johannes Flensted-Jensen
- 2016-2019 Lone Christiansen
- 2019- Torben Mogensen